# 루제로 레온카발로

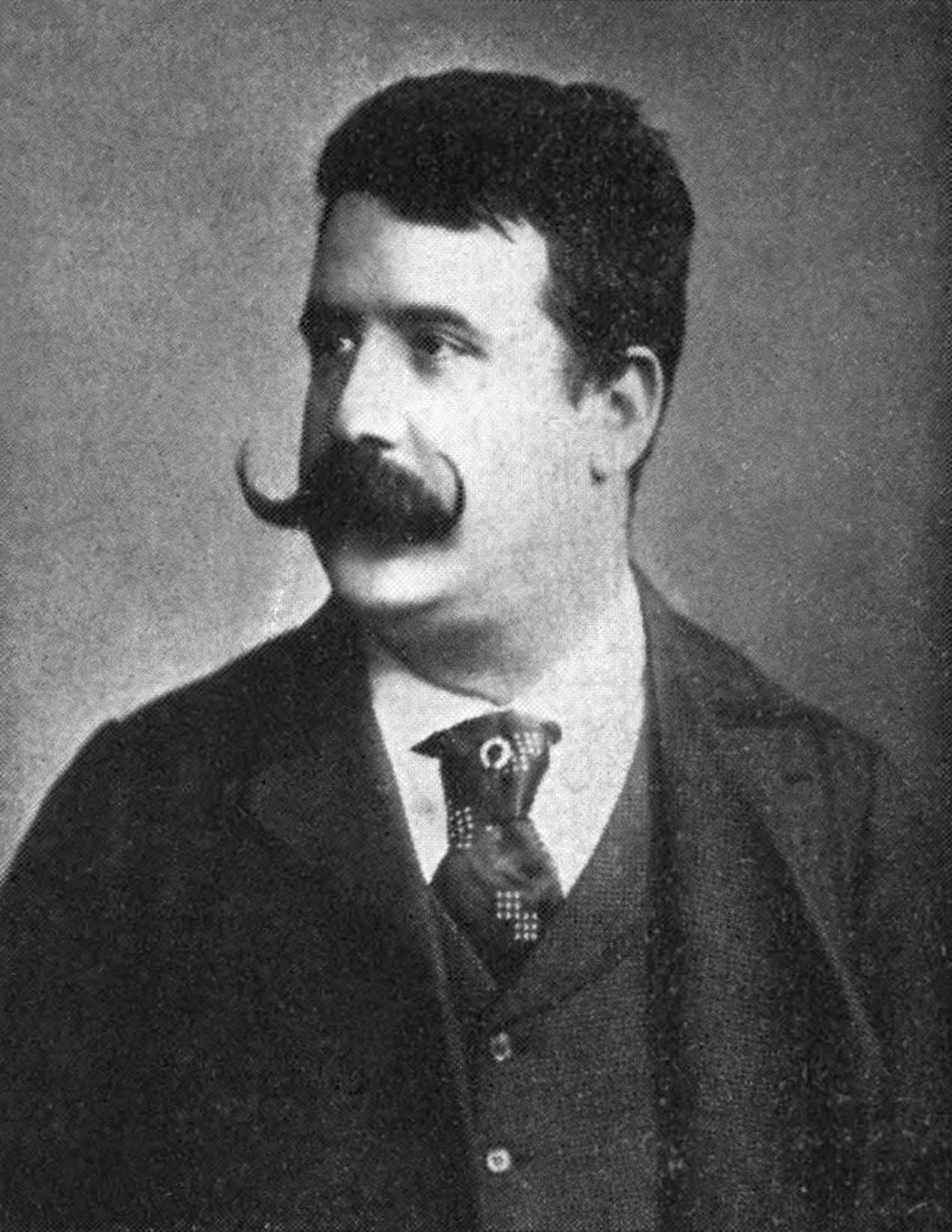
루제로 레온카발로

루제로 레온카발로(이탈리아어: Ruggero Leoncavallo, 1857년 4월 23일 ~ 1919년 8월 9일)는 이탈리아의 오페라 작곡가이다. 대표 작품은《팔리아치》가 있다.
레온카발로는 나폴리에서 태어나, 그곳의 산 피에트로 마젤라 음악원에서 공부하였다. 몇 년간 교사 생활을 한 후, 여러개의 오페라 작품을 썼지만 명성을 얻지 못했다. 레온카발로는 1890년 마스카니의 《카발레리나 루스티카나》가 엄청난 성공을 거둔 것에 고무되어, 그의 베리스모 작품인 팔리아치를 작곡하였다. 팔리아치가 1892년 밀라노에서 초연되자 즉각적으로 성공을 얻게 되었다. 이 오페라는 오늘날의 대중적인 오페라 레파토리에서 레온카발로의 작품으로는 유일하다. 극중 가장 유명한 아리아인 〈의상을 입어라(Vesti la giubba)〉는 엔리코 카루소에 의해 녹음되어, 세계 최초로 1백만장을 판 음반이 되었다.
그 다음해에 밀라노에서 《메디치(I Medici)》가 작곡되었으나, 그 작품과 《Chatterton》(1896년)같은 초기 작품은 별 호응을 얻지 못했다. 1897년 레온카발로는 베니치아에서 《라 보엠》을 초연하면서, 그의 재능이 대중의 검증을 얻게 되었다. 이 작품에서 두곡의 테너의 아리아는 여전히 가끔씩, 특히 이탈리아에서 불린다. 그러나 이 작품은 1896년에 초연된 같은 주제에 더 나은 대본을 가진 푸치니의 동명의 오페라인 《라 보엠》에 의해 빛이 바래지게 된다.
레온카발로의 그 후의 작품은 1900년에 《자자(Zazà)》, 제랄딘 파라의 메트로폴리탄 오페라에서 유명한 고별 공연)와 1904년 《롤란드(Der Roland)》가 있다. 그 후기 작품은 오늘날 상연되지 않으나, 《자자》에서 바리톤 아리아는 아직까지도 자주 노래 불린다.
레온카발로는 그의 모든 작품의 대본을 작성하였다. 많은 이들이 그를 보이토 이후에 그 시대에 가장 훌륭한 이탈리아 대본가로 생각하였다.
레온카발로는 1919년 토스카나 지역의 몬테카티니에서 사망했다.

## 오페라
- 팔리아치, Pagliacci (1892년 5월 21일 Teatro Dal Verme, 밀라노)
- I Medici (1893년 11월 9일 Teatro Dal Verme, 밀라노), 3부작 Crepusculum의 첫 번째 작품 - 미완성
- Chatterton (1896년 3월 10일 Teatro Argentina, 로마) (1876년 작품을 개정함)
- 라 보엠, La Bohème (1897년 5월 6일 Teatro La Fenice, 베네치아)
- Zazà (1900년 11월 10일 Teatro Lirico, 밀라노)
- Der Roland von Berlin (1904년 12월 13일 Deutsche Oper, 베를린)
- Maia (1910년 1월 15일 Teatro Costanzi, 로마)
- Gli Zingari (1912년 9월 16일 Hippod 로마, 런던)
- Mimi Pinson (1913년 Teatro Massimo, Palermo) (라 보엠을 개작함)
- Edipo Re (1920년 12월 13일 Opera Theatre, 시카고)

## 오페레타
- La jeunesse de Figaro (1906년 미국)
- Malbrouck (19 January 1910년 로마, Teatro Nazionale)
- La reginetta delle rose (1912년 6월 24일 로마, Teatro Costanzi)
- Are You There? (1913년 11월 1일 Theatre Prince of Wales, 런던)
- La candidata (1915년 2월 6일 Teatro Nazionale, 로마)
- Prestami tua moglie (1916년 9월 2일 Casino delle Terme, 몬테카티니)
- Goffredo Mameli (1916년 4월 27일 Teatro Carlo Felice, Genoa)
- A chi la giarrettiera? (1919년 10월 16일 Teatro Adriano, 로마)
- Il primo bacio (1923년 4월 29일 Salone di cura, 몬테카티니)
- La maschera nuda (1925년 6월 26일 Teatro Politeama, 나폴리)

## 음악 듣기
- Vesti La Giubba

팔리아치에서 발췌, 엔리코 카루소 노래, 1907년 3월 17일 녹음
- No Pagliaccio non son

팔리아치에서 발췌, 엔리코 카루소 노래